# ماگدالنا اسمالارا
ماگدالنا اسمالارا (لهستانی: Magdalena Smalara؛ زادهٔ ۱۴ مارس ۱۹۷۸) بازیگر اهل لهستان است.
از فیلم‌ها یا مجموعه‌های تلویزیونی که وی در آن‌ها نقش داشته‌است، می‌توان به گوش آقای رئیس، خودِ زندگی، دستورالعمل زندگی، اعتصاب، کشیشان، در خوشی و سختی، ۳۹ و نیم، هتل ۵۲، پدر متیو، دوران افتخار، دهن‌به‌دهن، ۱۹۸۳، اوشیتسکا، در اعماق جنگل، دختران جنگ، راه‌های آزادی، والسا: مرد امید، اتاق خودکشی، نبرد ورشو ۱۹۲۰ و انتقام اشاره نمود.